# Jakov Milatović
Jakov Milatović (Titogrado, 7 de dezembro de 1986) é um político economista montenegrino eleito presidente de Montenegro após sua vitória contra Milo Đukanović nas eleições presidenciais de 2023. Serviu como ministro da economia e desenvolvimento econômico no gabinete de Zdravko Krivokapić, entre 2020 e 2022. Ele foi cofundador e, até 24 de fevereiro de 2024, vice-líder do Europa Agora!, um partido político liberal e pró-europeu que é o maior partido individual no parlamento montenegrino.
Assumindo o cargo em uma eleição presidencial expressiva aos 36 anos de idade, Milatović é a pessoa mais jovem a ocupar o cargo de presidente no Montenegro independente, bem como o sexto líder de estado mais jovem do mundo. Ele é o terceiro presidente de Montenegro desde a independência do país em 2006. Ele fez da melhoria dos padrões de vida, do combate à corrupção e da adesão de Montenegro à União Europeia até 2028 suas questões centrais.

## Início de vida e educação
Milatović nasceu em 7 de dezembro de 1986 em Titogrado, RS Montenegro, RSF Iugoslávia, onde se formou na escola primária e secundária Ginásio “Slobodan Škerović”. Em 2005, ele escreveu em seu anuário do ensino médio sua ambição de se tornar presidente de Montenegro dentro de dez anos. Seu avô e bisavô lutaram na Segunda Guerra Mundial como membros dos Partisans iugoslavos. Seu bisavô também participou da Primeira Guerra Mundial e lutou na Batalha de Mojkovac em 1916. Seu pai era um sindicalista e um dos fundadores do Partido Popular Socialista (SNP). Milatović alegou que seu pai não conseguia encontrar emprego devido à sua oposição ao Partido Democrático dos Socialistas (DPS).
Concluiu seus estudos de graduação na área de economia na Faculdade de Economia da Universidade de Montenegro. Em seguida, passou um ano acadêmico na Illinois State University como US Fellow; um semestre na Universidade de Economia e Negócios de Viena (WU Wien) como Bolsista do Governo da Áustria; e um ano acadêmico na Universidade Sapienza de Roma (La Sapienza) como Bolsista da UE. Milatović concluiu seu mestrado em economia na Faculdade St John's, em Oxford Ele também foi bolsista da Fundação Konrad Adenauer da Alemanha. Além de seu idioma nativo, o sérvio, Milatović é fluente em inglês e fala italiano e espanhol.

## Carreira em economia
Milatović trabalhou no NLB Group Podgorica e no Deutsche Bank, em Frankfurt. Em 2014, ingressou no Banco Europeu de Reconstrução e Desenvolvimento na equipe de análise econômica e política. Em 2019, foi promovido a economista principal para os países da UE, incluindo Romênia, Bulgária, Croácia e Eslovênia, e trabalhou no escritório do Banco em Bucareste. Ele publicou vários artigos e é coautor de dois livros.

## Carreira política

### Ministro da Economia e Desenvolvimento Econômico
Ele atuou como ministro do desenvolvimento econômico no gabinete de Krivokapić de 4 de dezembro de 2020 a 28 de abril de 2022. Durante seu mandato, Milatović e o ministro das finanças Milojko Spajić apresentaram e implementaram o controverso programa de reforma econômica “Europe now”. O programa de reforma tinha como objetivo aumentar o salário mínimo, reduzir impostos e contribuições sociais, atrair investimentos estrangeiros e acelerar a integração de Montenegro à União Europeia. O programa foi popular entre o público e aumentou a aprovação pública de Milatović e Spajić.

### Europe Now e eleições locais de 2022
Em 2022, Milatović e Spajić fundaram o partido político Europa Agora!, com Spajić como presidente e Milatović como vice-presidente. Ele participou das eleições locais de 2022, com Milatović encabeçando a chapa eleitoral da organização em Podgorica como seu candidato a prefeito. A chapa obteve 21,7% dos votos populares e esperava-se que Milatović se tornasse o prefeito de Podgorica.

### Campanha presidencial em 2023
Em março de 2023, Milatović concorreu como candidato do Europa Agora! nas eleições presidenciais montenegrinas de 2023. Foi eleito presidente após sua vitória contra o até então presidente Milo Đukanović no segundo turno em 2 de abril de 2023. Milatović obteve 58,88% dos votos populares. Ele declarou que sua primeira visita ao exterior será a Bruxelas.

## Presidência (2023–presente)

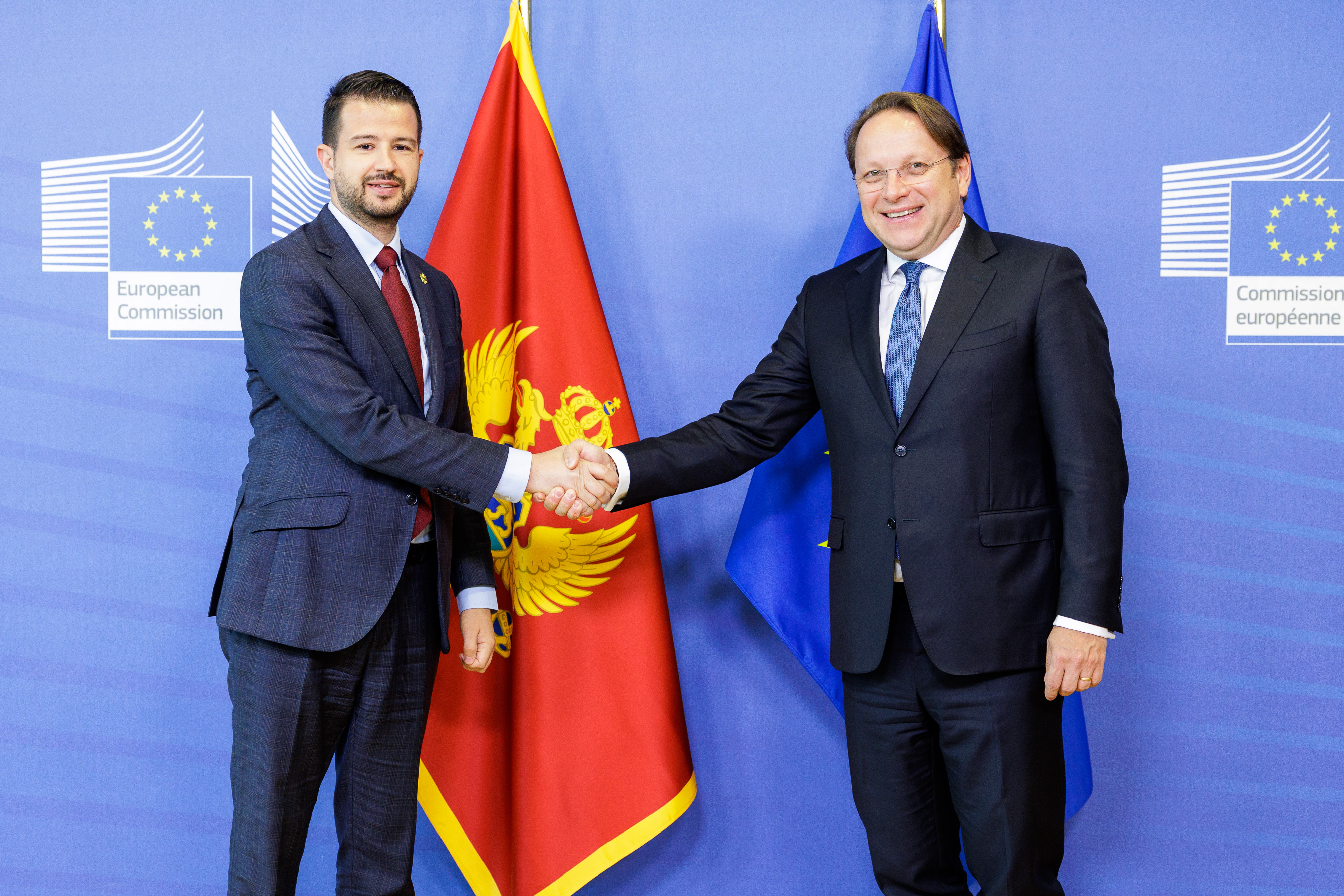
Milatović com o comissário europeu Olivér Várhelyi em 30 de maio de 2023

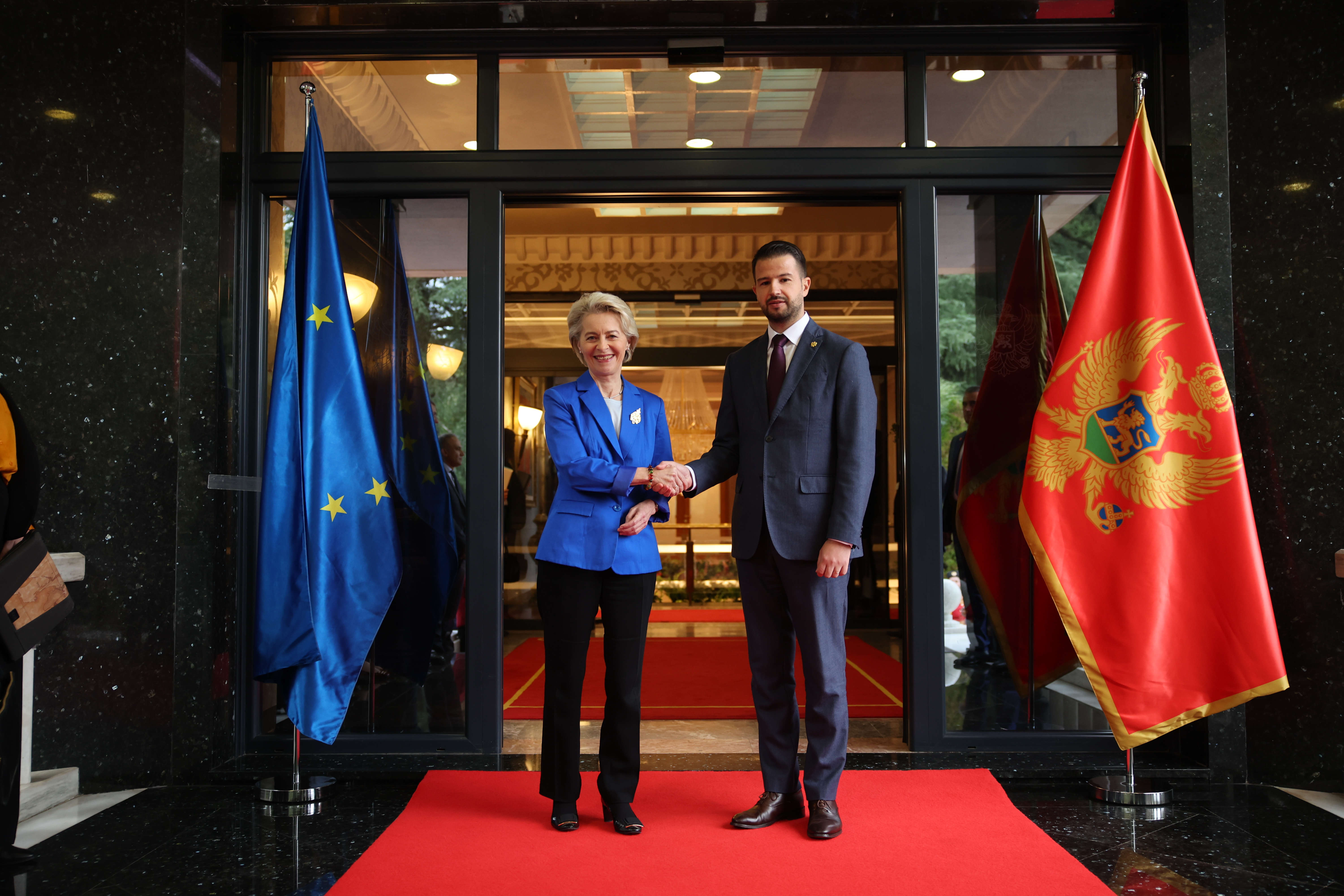
Milatović com a presidente da Comissão Europeia, Ursula von der Leyen, em 31 de outubro de 2023

Milatović foi empossado em 20 de maio de 2023 no Parlamento de Montenegro, em Podgorica, em vez do local tradicional de posse, Cetinje. Sua posse contou com a presença de vários líderes dos Bálcãs, como Aleksandar Vučić, Zoran Milanović, Željko Komšić, Željka Cvijanović, Denis Bećirović, Vjosa Osmani, Bajram Begaj e Galab Donev. Milatović também foi parabenizado pelo Papa Francisco. Em junho de 2023, Milatović declarou que esperava que Montenegro aderisse à União Europeia até 2027 ou 2028. Em agosto de 2023, ele se reuniu com o presidente ucraniano Volodymyr Zelensky em Atenas, declarando que Montenegro “condena aberta e veementemente a agressão não provocada da Rússia contra a Ucrânia”.
Em 28 de agosto de 2023, Milatović disse que a “energia vitoriosa” após sua eleição presidencial havia sido “abalada” pelas divergências sobre a formação do novo governo, apelando ao primeiro-ministro indicado Spajič e a todos os participantes das consultas sobre a formação do novo governo para tornar o processo “mais transparente e de acordo com a vontade eleitoral”.
Em 24 de fevereiro de 2024, Milatović anunciou que deixaria o Europa Agora!, após um rompimento com Spajić.

## Posições políticas
Suas posições políticas foram descritas como centristas, enquanto alguns o descrevem como populista. Milatović votou a favor da independência de Montenegro no referendo de 2006. Antes de entrar para a política, ele votou no Partido Popular Socialista de Montenegro, no Montenegro Democrático e a coalizão Pelo Futuro de Montenegro (ZBCG).

### Política externa
Milatović apóia a adesão de Montenegro à União Europeia. Ele defende o estreitamento das relações entre Montenegro e Sérvia. Ele apoia a adoção de sanções contra a Rússia devido à invasão da Ucrânia, que ele considera um ato de agressão. Milatović considerou irrealistas as propostas de Montenegro de revogar o reconhecimento da independência de Kosovo, afirmando que Kosovo é um país reconhecido internacionalmente. Ele declarou que concorda com o veredicto do Tribunal Internacional de Justiça sobre o genocídio de Srebrenica. Ele apoia a iniciativa Open Balkan.

## Vida pessoal
Milatović é casado com Milena Milatović. Eles têm três filhos juntos. Ele é cristão ortodoxo sérvio e foi batizado no Mosteiro de Ostrog, mas considera suas opiniões religiosas um assunto privado. Ele se identifica como montenegrino por etnia e fala sérvio.